# Dreamtime
Dreamtime — деб'ютний студійний альбом рок-гурту The Cult який був випущений 10 вересня 1984, року, на лейблі Beggars Banquet, альбом досягнув 21 місця в Велико Британії, де було продано 60 000 екзимплярів, потім альбом отримав срібний статус комерційної успішності, альбом мав популярність серед готичної, і пост-панк, культури, того часу. Згодом гурт перейде на більш жорстке звучання, хард-рок, і хеві-метал, музики, починаючи з альбому Electrik, 1987 року випуску. Альбоми Dreamtime, Love це роботи які залишалися в стилі пост-панк, і періодично в готик-рок, поєднуючись з музикою психоделічного року 1960-х років. 

## Список композицій
- Horse Nation — 3:46
- Spiritwalker — 3:39
- 83rd Dream — 3:38
- Butterflies — 3:00
- Go West — 3:59
- Gimmick — 3:33
- A Flower in the Desert — 3:42
- Rider in the Snow — 3:11
- Bead Medicine Waltz — 5:55

## Виконавці
- Еан Етсбері — вокал
- Біллі Даффі — гітара
- Джим Стеварт — бас-гітара
- Найджел Престон — ударні